# Haplodrassus
Haplodrassus Chamberlin, 1922 è un genere di ragni appartenente alla famiglia Gnaphosidae.

## Distribuzione
Le 66 specie note di questo genere sono diffuse nella regione olartica, in India e nelle isole di Capo Verde: le specie dall'areale più vasto sono la H. hiemalis e la H. signifer, rinvenute in diverse località dell'intera regione olartica. A seguire riscontriamo la H. cognatus, la H. dalmatensis, la H. kulczynskii, la H. moderatus, la H. pugnans, la H. silvestris e la H. soerenseni reperite in varie località della regione paleartica.

## Tassonomia
Considerato un sinonimo anteriore di Tuvadrassus Marusik & Logunov, 1995b, secondo le analisi effettuate sugli esemplari tipo di Drassodes tegulatus Schenkel, 1963, a seguito di un lavoro di Murphy del 2007.
Non sono stati esaminati esemplari di questo genere dal 2015.
Attualmente, a ottobre 2015, si compone di 66 specie e 4 sottospecie:
1. Haplodrassus acrotirius (Roewer, 1928) — Creta
2. Haplodrassus aenus Thaler, 1984 — Svizzera, Austria
3. Haplodrassus ambalaensis Gajbe, 1992 — India
4. Haplodrassus atarot Levy, 2004 — Israele
5. Haplodrassus belgeri Ovtsharenko & Marusik, 1988 — Russia
6. Haplodrassus bengalensis Gajbe, 1992 — India
7. Haplodrassus bicornis (Emerton, 1909) — USA, Canada
8. Haplodrassus bohemicus Miller & Buchar, 1977 — Repubblica Ceca
9. Haplodrassus canariensis Schmidt, 1977 — Isole Canarie
10. Haplodrassus caspius Ponomarev & Belosludtsev, 2008 — Russia, Kazakistan, Azerbaigian
11. Haplodrassus caucasius Ponomarev & Dvadnenko, 2013 — Russia
12. Haplodrassus chamberlini Platnick & Shadab, 1975 — Nordamerica
13. Haplodrassus chotanagpurensis Gajbe, 1987 — India
14. Haplodrassus cognatus (Westring, 1861) — Regione paleartica
  - Haplodrassus cognatus ermolajewi Lohmander, 1942 — Russia
15. Haplodrassus concertor (Simon, 1878) — Francia
16. Haplodrassus creticus (Roewer, 1928) — Grecia, Creta
17. Haplodrassus dalmatensis (L. Koch, 1866) — Regione paleartica
  - Haplodrassus dalmatensis pictus (Thorell, 1875) — Spagna, Madeira
18. Haplodrassus dentatus Xu & Song, 1987 — Cina
19. Haplodrassus deserticola Schmidt & Krause, 1996 — Isole Canarie
20. Haplodrassus dixiensis Chamberlin & Woodbury, 1929 — USA
21. Haplodrassus dumdumensis Tikader, 1982 — India
22. Haplodrassus eunis Chamberlin, 1922 — USA, Canada, Alaska
23. Haplodrassus grazianoi Caporiacco, 1948 — Rodi
24. Haplodrassus hatsushibai Kamura, 2007 — Giappone
25. Haplodrassus hiemalis (Emerton, 1909)[2] — Regione olartica
26. Haplodrassus huarong Yin & Bao, 2012 — Cina
27. Haplodrassus hunanensis Yin & Bao, 2012 — Cina
28. Haplodrassus invalidus (O.P.-Cambridge, 1872) — Spagna, Corsica, Sicilia, Italia, Israele
29. Haplodrassus isaevi Ponomarev & Tsvetkov, 2006 — Grecia, Ucraina, Russia, Kazakistan
30. Haplodrassus jacobi Gajbe, 1992 — India
31. Haplodrassus kanenoi Kamura, 1995 — Giappone
32. Haplodrassus kulczynskii Lohmander, 1942 — Regione paleartica
33. Haplodrassus lilliputanus Levy, 2004 — Israele
34. Haplodrassus macellinus (Thorell, 1871) — Mediterraneo occidentale
  - Haplodrassus macellinus hebes (O. P.-Cambridge, 1874) — Francia, Corsica, Italia, Sicilia
35. Haplodrassus maculatus (Banks, 1904) — USA, Messico
36. Haplodrassus mayumiae Kamura, 2007 — Giappone
37. Haplodrassus mediterraneus Levy, 2004 — Israele
38. Haplodrassus mimus Chamberlin, 1922 — USA
39. Haplodrassus minor (O. P.-Cambridge, 1879) — Europa, Russia
40. Haplodrassus moderatus (Kulczynski, 1897) — Regione paleartica
41. Haplodrassus montanus Paik & Sohn, 1984 — Corea
42. Haplodrassus morosus (O. P.-Cambridge, 1872) — Israele, Karakorum
43. Haplodrassus nojimai Kamura, 2007 — Giappone
44. Haplodrassus ovtchinnikovi Ponomarev, 2008 — Turchia, Kazakistan
45. Haplodrassus paramecus Zhang, Song & Zhu, 2001 — Cina
46. Haplodrassus pargongsanensis Paik, 1992 — Corea
47. Haplodrassus parvicorpus (Roewer, 1951) — Maiorca, Marocco
48. Haplodrassus ponomarevi Kovblyuk & Seyyar, 2009 — Turchia
49. Haplodrassus pseudosignifer Marusik, Hippa & Koponen, 1996 — Russia
50. Haplodrassus pugnans (Simon, 1880) — Regione paleartica
51. Haplodrassus reginae Schmidt & Krause, 1998 — Isole Capo Verde
52. Haplodrassus rufus (Savelyeva, 1972) — Kazakistan
53. Haplodrassus rugosus Tuneva, 2005 — Kazakistan
54. Haplodrassus sataraensis Tikader & Gajbe, 1977 — India
55. Haplodrassus seditiosus (Caporiacco, 1928) — Libia
56. Haplodrassus severus (C. L. Koch, 1839) — Mediterraneo
57. Haplodrassus signifer (C. L. Koch, 1839) — Regione olartica
58. Haplodrassus silvestris (Blackwall, 1833) — Regione paleartica
59. Haplodrassus soerenseni (Strand, 1900) — Regione paleartica
60. Haplodrassus stuxbergi (L. Koch, 1879) — Russia
61. Haplodrassus taepaikensis Paik, 1992 — Russia, Corea
62. Haplodrassus taibo (Chamberlin, 1919) — USA
63. Haplodrassus tegulatus (Schenkel, 1963) — Russia, Cina
64. Haplodrassus tehriensis Tikader & Gajbe, 1977 — India
65. Haplodrassus umbratilis (L. Koch, 1866) — dall'Europa al Kazakistan
  - Haplodrassus umbratilis gothicus Lohmander, 1942 — Svezia
66. Haplodrassus vastus (Hu, 1989) — Cina

### Specie trasferite
- Haplodrassus magister Chamberlin, 1933; trasferita al genere Urozelotes Mello-Leitão, 1938[1].
- Haplodrassus viveki Gajbe, 1992; trasferita al genere Drassodes Westring, 1851

### Nomina dubia
- Haplodrassus barberi (Banks, 1902a); esemplare femminile reperito negli USA e originariamente attribuito al genere Prosthesima: trasferito al genere Zelotes a seguito di uno studio di Petrunkevitch del 1911 e infine in Haplodrassus dal lavoro istitutivo del genere di Chamberlin del 1922. Secondo gli aracnologi Platnick & Shadab (1975b), è da ritenersi nomen dubium[1].
- Haplodrassus pacificus (Banks, 1904b); esemplare maschile reperito negli USA e originariamente attribuito al genere Prosthesima: trasferito al genere Zelotes a seguito di uno studio di Petrunkevitch del 1911 e infine in Haplodrassus dal lavoro istitutivo del genere di Chamberlin del 1922. Secondo gli aracnologi Platnick & Shadab (1975b), è da ritenersi nomen dubium[1].